# Koczkodan nadobny
Koczkodan nadobny (Cercopithecus neglectus) – gatunek ssaka naczelnego z podrodziny koczkodanów (Cercopithecinae) w obrębie rodziny koczkodanowatych (Cercopithecidae). 

## Taksonomia
Gatunek po raz pierwszy zgodnie z zasadami nazewnictwa binominalnego opisał w 1876 roku niemiecki zoolog Hermann Schlegel, nadając mu nazwę Cercopithecus neglectus. Miejsce typowe według oryginalnego opisu to okolice Nilu Białego, prawdopodobnie z ziem ludu Niam Niam lub Monbuttu. Holotyp to dorosły samiec (sygnatura BMNH Mammals 1860.4.20.7) ze zbiorów Muzeum Historii Naturalnej w Londynie.
C. neglectus początkowo należał do grupy gatunkowej lhoesti, ale w 2001 roku został przypisany do własnej grupy gatunkowej neglectus. 
Autorzy Illustrated Checklist of the Mammals of the World uznają ten takson za gatunek monotypowy.

### Etymologia
- Cercopithecus: gr. κερκοπίθηκος kerkopithēkos „małpa z długim ogonem”, od gr. κερκος kerkos „ogon”; πιθηκος pithēkos „małpa”[12].
- neglectus: łac. neglectus „zignorowany, przeoczony, zaniedbany, pominięty”, od neglegere „zaniedbać”[13].

## Zasięg występowania
Koczkodan nadobny występuje w południowym Kamerunie (na północ od rzeki Sanaga, między rzekami Mbam i Djérem), południowej Republice Środkowoafrykańskiej, Gwinei Równikowej, Gabonie (na południe od rzeki Mpassa i jej dopływów), Kongu (na południe od rzeki Nambouli w Lefini Faunal Reserve), na wschód do Demokratycznej Republiki Konga, Ugandy, Kenii na wschód od Wielkich Rowów Afrykańskich (Mathews Range Forest Reserve w Samburu) i południowo-zachodniej Etiopii oraz na południe do północno-wschodniej Angoli; obecny zasięg występowania w Ugandzie jest nieznany, ale w latach 60. XX wieku zgłaszano obserwacje w rejonach Bwamba Bukedi i Busia; dalsze występowanie w Etiopii jest niepewne.

## Morfologia
Jego długość ciała (bez ogona) wynosi od 44 do 55 cm. Ogon może mierzyć od 59 do 70 cm. Ważą zwykle od 3 do 5 kg.  
Koczkodan nadobny jest silnie zbudowany, ma na czole jaskrawą, zwracającą uwagę przepaskę obwiedzioną czarną sierścią oraz ostro odcinającą się od reszty twarzy białą brodę. Jego grzbiet stopniowo wznosi się ku ogonowi, tak że tylna część ciała położona jest wyżej od barków. Samice wyglądają tak samo jak samce, ale są jednak mniejsze od nich. 

## Ekologia

### Habitat
Występuje w wilgotnych lasach równikowych, lasach górskich w pobliżu wody i lasach bagiennych. Koczkodany te są zwierzętami prowadzącymi dzienny tryb życia. 

### Styl życia
Potrafią wyśmienicie wspinać się po drzewach, ale także z dość dużą łatwością potrafią poruszać się na powierzchni ziemi. Spędzają na niej większą czasu w poszukiwaniu pokarmu, jakim są liście, pędy, owoce, owady, i jaszczurki. Zdarza się również spotkać koczkodany nadobne w pobliżu upraw rolnych. Żyją w małych grupach rodzinnych, składających się z jednego dorosłego samca i kilku samic z młodymi, zdarza się jednak spotkać grupy liczące 35, a nawet więcej osobników.

### Rozmnażanie
Po ciąży trwającej od 177 do 187 dni samica rodzi 1 młode. Już po upływie jednego tygodnia młode odważa się na krótko oddalić od matki, a po 3 tygodniach zaczyna się wspinać i biegać wokoło żerującej grupy.

## Status zagrożenia
W Czerwonej księdze gatunków zagrożonych Międzynarodowej Unii Ochrony Przyrody i Jej Zasobów został zaliczony do kategorii LC (ang. least concern ‘najmniejszej troski’).